# .gb
.gb er et nationalt topdomæne der er reserveret til Forenede Kongerige. Der findes kun ét .gb-domæne (dra.hmg.gb, tilhørende det nu nedlagte Defence Research Agency), og der accepteres ikke nye domæner. Domæner i England, Skotland, Wales og Nordirland bruger i stedet .uk.